# Jimmie Smith (drummer)
James Howard Smith (Newark, 27 januari 1938) is een Amerikaanse jazzdrummer van de swing en de mainstream jazz.

## Biografie
Jimmie Smith studeerde van 1951 tot 1954 in Al Germansky's drumschool in Newark en van 1959 tot 1960 aan de Juilliard School. Rond deze tijd begon zijn carrière in New York als professioneel muzikant. Rond 1960 werkte hij mee aan Larry Youngs debuutalbum Testifying en speelde hij tot 1960 in diens band. Tijdens de jaren 1960 werkte hij daarna ook bij Jimmy Forrest (1960), Lambert, Hendricks & Ross (1962/63), waarmee hij ook optrad tijdens het Newport Jazz Festival, met Pony Poindexter (1963), Jimmy Witherspoon (1963), Gildo Mahones (1963), Jimmy McGriff (1963–1965) en Richard 'Groove' Holmes (1965).
Van 1967 tot 1974 speelde hij in de band van Erroll Garner en daarna verhuisde hij naar Californië. Daar werkte hij met Sonny Criss en meermaals met Benny Carter, die hij ook begeleidde tijdens het Montreux Jazz Festival. Daar was hij ook betrokken bij meerdere jamsessies met Dizzy Gillespie, Count Basie, Eddie Lockjaw Davis en Milt Jackson in wisselende bezettingen.
Midden jaren 1970 fungeerde Smith vooral als sessiemuzikant in het milieu van het mainstream jazzlabel Concord Records, waar hij o.a. werkte met Hank Jones (1976), Ernestine Anderson (1976 en 1986) en Plas Johnson (1976). Bovendien was hij tijdens deze periode betrokken bij opnamen van Phineas Newborn (1976), Sweets Edison (1976–78), Tommy Flanagan (1978), Barney Kessel (1981), Herb Ellis (1981), Buddy DeFranco (1981), Al Cohn (1983), Red Holloway (1987) en Dave McKenna (1988). In 1993 ging hij op een Japanse tournee met de organisten Jimmy Smith en Kenny Burrell.

## Discografie
Met Ernestine Anderson
- 1977: Hello Like Before (Concord)
- 1987: Be Mine Tonight (Concord)

Met Kenny Burrell
- 1975: Ellington Is Forever (Fantasy)
- 1975: Ellington Is Forever Volume Two (Fantasy)

Met Benny Carter
- 1977: Benny Carter 4: Montreux '77 (Pablo Live)
- 1985: A Gentleman and His Music (Concord)

Met Sonny Criss
- 1975: Crisscraft (Muse)
- 1976: Out of Nowhere (Muse)

Met Harry Edison
- 1976: Edison's Lights (Pablo)
- 1978: Simply Sweets (Pablo) met Eddie 'Lockjaw' Davis
- 1978, 1980: Just Friends (Pablo) met Zoot Sims

Met Tommy Flanagan
- 1978: Something Borrowed, Something Blue (Galaxy)

Met Jimmy Forrest
- 1960: Forrest Fire (New Jazz)

Met Dizzy Gillespie
- 1977: Dizzy Gillespie Jam (Pablo)

Met Richard "Groove" Holmes
- 1965: Soul Message (Prestige)
- 1965: Misty (Prestige)

Met Milt Jackson
- 1976: Feelings (Pablo)

Met Etta Jones
- 1963: Love Shout (Prestige)

Met Hank Jones
- 1976: Jones-Brown-Smith (Concord Jazz) met Ray Brown

Met Barney Kessel
- 1981: Jelly Beans (Concord)

Met Lambert, Hendricks & Bavan
- 1963: Havin' a Ball at the Village Gate (RCA)
- 1963: At Newport '63 (RCA)

Met Gildo Mahones
- 1963: I'm Shooting High (Prestige)
- 1964: The Great Gildo (Prestige)

Met Jimmy McGriff
- 1964: Jimmy McGriff at the Organ (Sue)
- 1965: Blues for Mister Jimmy (Sue)

Met Phineas Newborn jr.
- 1976, 1978: Look Out - Phineas Is Back! (Pablo)

Met Pony Poindexter
- 1963: Pony Poindexter Plays the Big Ones (New Jazz)
- 1963: Gumbo! (Prestige) met Booker Ervin

Met Jimmy Witherspoon
- 1963: Baby, Baby, Baby (Prestige)

Met Larry Young
- 1960: Testifying (New Jazz)
- 1960: Young Blues (New Jazz)
- 1962: Groove Street (Prestige)

- Bibliothèque nationale de France: cb13931861d (data)
- Gemeinsame Normdatei: 134524535
- International Standard Name Identifier: 0000 0000 8415 5974
- Library of Congress Control Number: n82234808
- MusicBrainz: 435053b4-7c6a-4c91-b3e7-ab7a7f91ea5a
- SNAC: w6vm62nd
- Virtual International Authority File: 119662408
- WorldCat: E39PBJpyp7mfHKW4VYQ7jddqQq